# Steinbruch Külpmann
Der Steinbruch Külpmann befindet sich am Böllberg in Albringhausen, Wetter (Ruhr). Im Steinbruch wurde Ruhrsandstein abgebaut. Das Gelände wurde von der Familie Külpmann ab 1932 betrieben. 2012 meldete das Unternehmen Insolvenz an. Seit 2013 befindet sich hier ein Verkaufslager des Natursteinhändlers Naturstein Zentrum Ruhr GmbH. Die Steinbruchwand ist ein heute noch vorhandener geologischer Aufschluss in die Zeit des Karbon.